# Phân bộ Cá bống
Phân bộ Cá bống (danh pháp khoa học: Gobioidei) là một phân bộ, trước đây xếp trong bộ Cá vược - bộ cá lớn nhất trên thế giới. Tuy nhiên, một số nghiên cứu gần đây cho thấy bộ Cá vược không đơn ngành, và toàn bộ phân bộ Cá bống được tách ra để phục hồi lại thành bộ riêng là bộ Cá bống (Gobiiformes), có quan hệ họ hàng gần với bộ Kurtiformes trong cùng nhánh Gobiomorpharia.

## Phân loại
Khi xếp trong bộ Cá vược, phân bộ này bao gồm 9 họ cá bống.
- Gobiidae (Cá bống trắng)
- Kraemeriidae (Cá bống cát)
- Microdesmidae (Cá bống biển sâu, gồm cả Ptereleotridae (cá bống bay)).
- Rhyacichthyidae (Cá bống chạch)
- Schindleriidae (infantfishes)
- Thalasseleotrididae[2]
- Xenisthmidae (cá bống dừa)

Khi tách ra thành bộ Cá bống, thì phân bộ Cá bống nghĩa hẹp không chứa 2 họ Eleotridae và Odontobutidae. Chúng được xếp tương ứng trong các phân bộ Eleotroidei (cá bống đen) và Odontobutoidei (cá bống tròn).
Đặc điểm sinh sống: Đa dạng, nước ngọt, nước lợ, nước mặn...